# Mohammed Hegazy
Mohammed Hegazy (en arabe محمد حجازى, né en 1982) est le premier Égyptien musulman à s'être converti au christianisme et en faire la demande officielle au gouvernement égyptien,.

## Conversion et cas juridique
Mohammed Hegazy a grandi à Port-Saïd près du canal de Suez en Égypte.

### Conversion
Né musulman, Mohammed Hegazy s'est converti au christianisme en 1998 et prit le prénom Beshoy auprès d'un moine égyptien,,.
Sa femme, Um Hashim Kamel, s'est également convertie au christianisme prenant le prénom de Christine. Ils ont ensemble une fille appelée Miriam.
Il déclare s'est converti après commencé des études comparatives des différentes religions et constate que lui-même n'était pas en conformité avec les enseignements islamiques. Selon lui, le principal problème est l'amour, or l'islam ne fait pas autant la promotion de l'amour que le fait le christianisme,,.
Bien que le christianisme soit légal en Égypte, l'apostasie de l'islam est lui punissable de peine de mort selon les textes, toutefois l'État égyptien n'a jamais ordonné d'exécution en ce sens,,.
Théoriquement, le droit égyptien est dérivé de la loi islamique. Les convertis y sont souvent harcelés par la police, ces derniers accusant les convertis à l'insulte à la religion musulmane et trouble à l'ordre public. Hegazy déclare avoir connu trois jours de détention à la suite de sa conversion et y a été torturé par la police. En 2001, il publie un livre de poèmes critiques envers les services de police égyptiennes et y déclare avoir été trois mois détenu pour troubles à l'ordre public,,. Il est finalement libéré sans inculpation.

### Changement de religion officiel
En 2007, Mohammed Hegazy saisit la cour de justice égyptienne pour faire état de son changement de religion sur sa carte d'identité, d'islam à christianisme. Il désire ce changement officiel pour permettre d'élever sa fille en tant que chrétienne, obtenir un certificat de naissance chrétien et se marier dans une église,,.
Son premier avocat, Mamdouh Nakhlah, dépose l'affaire en justice mais l'affaire provoque un tollé. Nakhlah déclare avoir accepté l'affaire à la suite de la déclaration d'un des plus grands clercs musulmans d'Égypte, le grand mufti Ali Gomaa, qui dans un éditorial affirme qu'il s'oppose à l'exécution à mort des apostats et qu'il n'y a pas de représailles envers les musulmans désirant abandonner leur religion,,,.

### Réactions des musulmans conservateurs
Les commentaires sur la déclaration d'Ali Gomaa ont été fortement critiqués par les musulmans conservateurs qui considèrent que cela ouvre la possibilité de délaisser l'islam. Le cheik Gad al-Ibrahim  déclare à ce sujet que le gouvernement égyptien doit retrouver Mohammed Hegazy  et y appliquer la Charia, à savoir lui donner trois jours pour changer d'avis et revenir dans la foi musulmane ou de le tuer s'il refuse,,,.
Les cheiks Youssef al-Badri et Souad Saleh, professeurs à l'université d'Al-Azhar où travaillent les principaux savants musulmans soutiennent la position d'Ali Gomaa, ce dernier toutefois dans un esprit d'ouverture modère son propos en stipulant que seuls les apostats qui encouragent publiquement cela doivent être punis.
Cependant, la charia est utilisée comme base du code juridique en Égypte dans l'article 2 de la Constitution, et de nombreux musulmans ne font pas la différence entre l'apostasie et le fait de l'encourager.
Après la défection du premier avocat Nakhlah, Ramsis Raouf Al-Naggar est devenu l'avocat de Mohammed Hegazy mais constate le large conflit que couvrirait ce procès et préfère s'en écarter. Mohammed Hegazy  engage alors un troisième avocat dont il tient l'anonymat pour des raisons de sécurité,,,. Hegazy  soulève la polémique lorsque des images dans la presse sont publiées de lui posant avec la Vierge Marie,,. Des fatwas sont délivrés par des imams égyptiens appelant à la mort d'Hegazy  et de sa fille si cette dernière ne choisit pas l'islam à ses dix ans. Malgré ces menaces, Hegazy et sa famille restent en Égypte.
Exclus de leurs familles respectives et menacés de mort, Hegazy, sa femme et sa fille se cachent. La famille de sa femme ayant émis la volonté de la tuer pour avoir épousé un non-musulman. Le père d'Hegazy espère encore convaincre son fils de revenir dans l'islam mais affirme qu'en cas de non-réussite il le tuerait de ses propres mains. Hegazi déclare dans la presse à l'attention de son père : « j'aimerais envoyer un message à mon père. j'ai vu ce que tu as dit dans les journaux. Tu dis vouloir me tuer et jeter mon sang en public. Mais je t'aime tellement parce que tu es mon père et parce que Jésus m'a appris à aimer. J'ai accepté Jésus Christ volontairement et personne ne m'a forcé. Je te pardonne, peu importe la décision que tu prends. À mon père et à ma mère, je dis que Jésus Christ est mort pour me sauver. ».

### Arrestation des employés des Droits de l'Homme
Le 8 août 2007, la police égyptienne arrête et met en détention deux ouvriers chrétiens d'une association des Droits de l'Homme, Adel Fawzy Faltas et Peter Ezzat. Les deux militants sont membres de la Middle East Christian Association. Selon leur avocat, leur arrestation est liée à Mohammed Hegazy et sa conversion au christianisme puisque ce dernier était en contact avec eux.

### Décisions en 2008
En février 2008, un juge égyptien, Muhammad Husseini, a considéré qu'un musulman converti au christianisme ne peut pas légalement changer son statut religieux bien que ce cœur soit chrétien. Il avance la raison que l'islam est la religion finale et la plus complète, par conséquent les musulmans ne peuvent se convertir pour une autre religion plus ancienne (christianisme ou judaïsme). le juge déclare que Mohammed Hegazy  peut croire ce qu'il désire dans son cœur mais qu'il ne peut pas se convertir sur le papier  .
Il fonde son jugement sur l'article 2  de la Constitution égyptienne qui fait de la charia une source de droit. Hegazy dénonce la décision de justice comme d'une violation de ses droits fondamentaux et se demande pourquoi l'État égyptien s'intéresse tant à sa religion. Les avocats d'Hegazy dénoncent l'impossibilité de s'exprimer au procès et condamnent la décision.
En Égypte comme dans de nombreux pays musulmans, la religion enregistrée d'un enfant repose sur la déclaration du père lors de sa naissance. Hegazy étant musulman ne peut donner la religion chrétienne à sa fille, par conséquent, sa fille ne peut assister à des cours religieux chrétiens et se rendre dans une église.